# Учар, Угур
Угу́р Уча́р (тур. Uğur Uçar; род. 5 апреля 1987, Стамбул) — турецкий футболист, игравший на позиции правого защитника; тренер. Выпускник академии стамбульского клуба «Галатасарай».

## Карьера
Угур Учар является воспитанником академии «Галатасарая». В 2003 году, после окончания академии, он подписал профессиональный контракт с клубом и присоединился к основной команде. Первое время выступал в чемпионате дублёров, а дебют в Турецкой супер-лиге состоялся 3 июля 2004 года в матче против «Аданаспора», когда Учар вышел на поле на 83-й минуте, заменив Хасана Шаша. А полноценный дебют игрока свершился спустя полгода, 28 января 2005 года против «Коньяспора», выйдя в стартовом составе, был заменён на 73 минуте. В том же 2005 году начал постепенно закрепляться в основном составе команды. В сезоне 2005/06 помог «Галатасараю» завоевать чемпионство.
В сезоне 2006/07 главный тренер «львов» Эрик Геретс отдал Угура в аренду «Кайсериспору», в котором он провёл блестящий сезон, итогом которого было пятое место в чемпионате. С возвращением Карла Хайнца Фельдкампа на пост главного тренера Угур Учар возвращается в команду и занимает неоспоримое место на правом фланге защиты. В сезоне 2007/08 футболист вновь завоевал с «Галатасараем» чемпионский титул и Суперкубок Турции.
Однако в том же сезоне Угура постигла чудовищная травма, в матче против «Коньяспора» Угур столкнулся с Баптистой, в результате чего сломал себе коленную чашечку, приблизительное возвращение в строй футболиста намечено на июнь-июль 2009 года.

## В сборной
Выступал в молодёжной сборной до 21 года. Всего вызывался 88 раз за молодёжные сборные. За международную карьеру отметился 1 мячом и 13 предупреждениями 2 удалениями.

## Достижения
«Галатасарай»
- Чемпион Турции (2): 2005/06, 2007/08
- Обладатель Суперкубка Турции: 2008